# Винаги ще те обичам
„Винаги ще те обичам“ (на испански: Siempre te amaré) е мексиканска теленовела, продуцирана от Хуан Осорио за Телевиса през 2000 г.
Участие вземат актьорите Лаура Флорес, Фернандо Карийо, Артуро Пениче. В отрицателната роля е актрисата Алехандра Авалос.

## Сюжет
Виктория Роблес и Маурисио Кастеянос са женени и живеят щастливо, макар и с малки изключение, защото Маурисио е изключително ревнив. С тях живее майката на Маурисио, доня Урсула Глахалес, която винаги е изпитвала непоносимост към Виктория. Урсула винаги е предпочитала Хилда, бившата годеница на Маурисио, за своя снаха. Хилда и Виктория се познават още от университетските си години, но никога не са изпитвали симпатии една към друга. От друга страна е Мартин Мендисабъл, приятел на Маурисио, който всъщност винаги му е завиждал за успехите, но и не само това – Мартин е влюбен във Виктория. Виктория и Маурисио трябва да се изправят пред много пречки, за да запазят любовта си.

## Актьори
Част от актьорския състав:
- Лаура Флорес – Виктория Роблес де Кастеянос / Ампаро Ривас
- Фернандо Карийо – Маурисио Кастеянос Грахалес
- Артуро Пениче – Луис Мигел Гарай
- Алехандра Авалос – Хилда Гомес де Кастеянос / Марта Лаура Исагире
- Херардо Мургия – Роман Кастийо Артеага
- Гилермо Гарсия Канту – Хорхе Монтесинос
- Алехандро Томаси – Октавио Елисондо
- Офелия Гилмайн – Урсула Грахалес вдовица де Кастеянос
- Мария Виктория – Енрикета Пардо де Серано
- Габриела Голдсмит – АРиана вдовица де Гранадос
- Родриго Видал – Едуардо Кастеянос Роблес
- Майрин Вилянуева – Беренис Гутиерес
- Рафаел Рохас – Патрисио Мистрал
- Лус Елена Гонсалес – Мара

## Премиера
Премиерата на Винаги ще те обичам е на 24 юни 2000 г. по Canal de las Estrellas. Последният 135. епизод е излъчен на 28 юли 2000 г.

## Адаптации
- Винаги ще те обичам е римейк на теленовелата Непростимо, продуцирана от Ернесто Алонсо за Телевиса през 1975 г. С участието на Ампаро Ривейес, Армандо Силвестре и Рохелио Гера
- Непростимо, продуцирана от Салвадор Мехия през 2015 г. за Телевиса, с участието на Клаудия Рамирес, Марсело Букет и Гилермо Гарсия Канту, е синтез на тази история с La mentira и Tzintzuntzán, la noche de los muertos от Каридад Браво Адамс.

## „Винаги ще те обичам“ в България
В България сериалът е излъчен по телевизия MSat през 2003 г., озвучен на български език.